# لوتس هاوآیزن
لوتس هاوآیزن (انگلیسی: Lutz Haueisen؛ زادهٔ ۱۲ اکتبر ۱۹۵۸) ورزشکار دوچرخه‌سواری پیست اهل آلمان است.
وی در مسابقات کشوری و بین‌المللی در مجموع برندهٔ ۲ مدال طلا شده‌است.